# Íslendingabók
Íslendingabók, Libellus Islandorum ou O Livro dos Islandeses é um trabalho histórico tratando dos primórdios da história islandesa, do século IX ao XII, assim como da introdução do cristianismo na ilha, da colonização da Groenlândia e da descoberta da Vinlândia, no continente americano. O autor foi um padre islandês, Ari, o Sábio, trabalhando no começo do século XII.
O trabalho existia originalmente em duas versões diferentes, mas somente a mais recente chegou aos dias atuais. A mais antiga continha informações sobre os reis da Noruega, que foram usadas posteriormente por escritores das sagas dos reis. Está guardado no Instituto Árni Magnússon em Reiquiavique na Islândia.